# Kiosek K-67

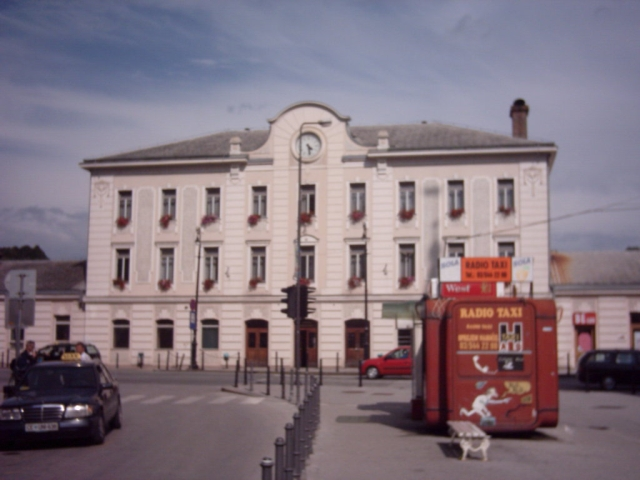
Kiosek v Celji ve Slovinsku.

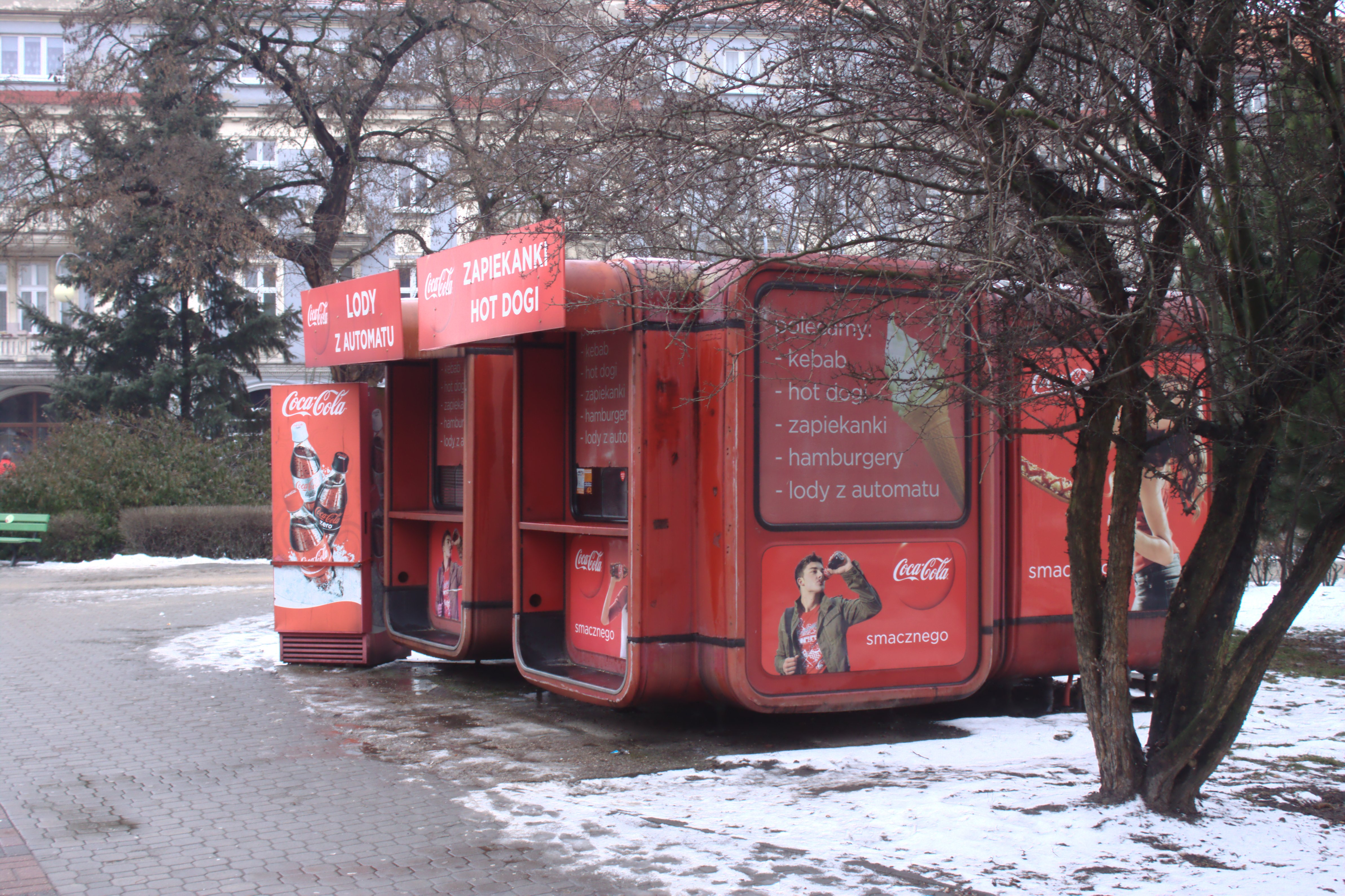
Kiosky K-67 v Kališi.

Kiosek K-67 byl typizovaný kiosek, který v roce 1966 navrhl slovinský architekt Saša Mächtig. Kiosek byl tvořen z řady prvků, které bylo možné podle potřeby spojovat do různých celků podle potřebné velikosti. 
V socialistické Jugoslávii se rozšířil téměř do všech měst a byl využíván pro prodej novin a časopisů, u vjezdů na placená parkoviště, tržnice, jako přístřešek, kavárna nebo prodejna výherních loterií. Vyvážen a licenčně byl vyráběn i v dalších zemích; mimo jiné se s ním bylo možné setkat i na Novém Zélandu, nebo v Japonsku. Vyváženy byly rovněž i do zemí Hnutí nezúčastněných zemí, se kterými Jugoslávie ekonomicky spolupracovala a také do SSSR, dále do Japonska, Iráku, USA a Keni. Objevovaly se rovněž i v zemích Východního bloku, například v Polsku.
Poté, co byl kiosek popsán v časopisu Design, byl následně vystavován v New Yorku a stal se jedním ze symbolů designu Jugoslávie 60. let. Zájem o něj projevla celá řada subjektů po celém světě. Na svoji dobu byl poměrně moderní; sklolaminátová konstrukce umožňovala jeho poměrně jednoduchou výrobu. Vznikl nedlouho poté, co město Ljubljana vypsalo výběrové řízení na nový městský mobiliář a Mächtig se rozhodl jej využít jako šanci pro svůj návrh. První dodávané kiosky nechal natřít sytě červenou barvou, aby v prostoru vynikly.
Kiosků bylo vyrobeno 7500 kusů. Kiosky bylo možné sestavovat nejprve z pěti nosných prvků a dvou typů klenby; v pozdějších variantách byl výrobek upraven do různých podtypů podle případného způsobu použití. Některé díly byly při výrobě upravovány dle požadavků zadavatele, většina však byla typizovaná pro generické užívání.
Výrobcem kiosku byla společnost Imgrad ve městě Ljutomer ve Slovinsku. Vyráběn byl od roku 1968 až do roku 1999, kdy jeho výrobu přerušil požár v továrně. Technické provedení stánků se měnilo jen drobně; do roku 1971 byly vyráběny jednotlivé části z jediného kusu, po této době byly vždy montovány ze dvou součástí tak, aby byla možná jednodušší doprava kiosků.